# 1. Klasse Ostpreußen 1941/42
Die 1. Klasse Ostpreußen 1941/42 war die neunte Spielzeit der zweitklassigen, nun 1. Klasse Ostpreußen genannten Spielklasse im Sportgau Ostpreußen. Die Liga wurde in sechs Bezirke eingeteilt, wobei aus den Bezirken 4 Lyck und 6 Zichenau kein Spielbetrieb überliefert ist. Da der Sieger des Bezirkes Tilsit, der VfB Tilsit, nach dieser Spielzeit den Spielbetrieb einstellte und der Sieger aus dem Ausscheidungsspiel zwischen den Siegern der Bezirke 3 und 5, die Reichsbahn SG Allenstein, auf die Teilnahme an der Aufstiegsrunde verzichtete, wurde diese Spielzeit keine Aufstiegsrunde zur Gauliga ausgetragen. Stattdessen stiegen die beiden bestplatzierten Vereine aus dem Bezirk Königsberg (Königsberger STV und MTV Ponarth) zur kommenden Saison in die Gauliga Ostpreußen auf.

## Bezirk 1 Königsberg
| Pl. | Verein                                         | Sp. | S | U | N | Tore    | Quote | Punkte |
| --- | ---------------------------------------------- | --- | - | - | - | ------- | ----- | ------ |
| 1.  | Königsberger STV                               | 12  | 9 | 2 | 1 | 048:140 | 3,43  | 20:40  |
| 2.  | MTV Ponarth                                    | 11  | 8 | 1 | 2 | 060:170 | 3,53  | 17:50  |
| 3.  | WKG der BSG Ferdinand Schichau GmbH Königsberg | 11  | 5 | 2 | 4 | 032:340 | 0,94  | 12:10  |
| 4.  | SV Rasensport-Preußen Königsberg (A)           | 9   | 5 | 0 | 4 | 021:300 | 0,70  | 10:80  |
| 5.  | SV Wacker Königsberg (N)                       | 10  | 3 | 1 | 6 | 019:340 | 0,56  | 07:13  |
| 6.  | Concordia Königsberg                           | 11  | 3 | 1 | 7 | 015:330 | 0,45  | 07:15  |
| 7.  | SpVgg ASCO Königsberg                          | 10  | 0 | 1 | 9 | 015:480 | 0,31  | 01:19  |
| 8.  | SG RSV/Blau-Weiß Heiligenbeil a (N)            | 0   | 0 | 0 | 0 | 000:000 | 1,00  | 0:0    |

| (A) | Absteiger aus der Gauliga     |
| (N) | Aufsteiger aus den 2. Klassen |

## Bezirk 2 Tilsit

### Staffel Memel
| Pl. | Verein              | Sp. | S | U | N | Tore    | Quote | Punkte |
| --- | ------------------- | --- | - | - | - | ------- | ----- | ------ |
| 1.  | SpVgg Memel         | 6   | 5 | 0 | 1 | 028:100 | 2,80  | 10:20  |
| 2.  | Freya-VfR Memel (A) | 6   | 4 | 0 | 2 | 025:900 | 2,78  | 08:40  |
| 3.  | Reichsbahn-SG Memel | 6   | 3 | 0 | 3 | 013:160 | 0,81  | 06:60  |
| 4.  | SC Memel            | 6   | 0 | 0 | 6 | 006:370 | 0,16  | 0:12   |

| (A) | Absteiger aus der Gauliga |

### Staffel Tilsit
| Pl. | Verein                     | Sp. | S | U | N | Tore    | Quote | Punkte |
| --- | -------------------------- | --- | - | - | - | ------- | ----- | ------ |
| 1.  | VfB Tilsit                 | 4   | 4 | 0 | 0 | 014:300 | 4,67  | 08:0   |
| 2.  | Tilsiter SC                | 3   | 1 | 0 | 2 | 007:800 | 0,88  | 02:40  |
| 3.  | Gehörlosen-TuSV Tilsit (N) | 3   | 0 | 0 | 3 | 007:170 | 0,41  | 0:60   |

| (N) | Aufsteiger aus den 2. Klassen |

### Finale Tilsit-Memel
Der VfB Tilsit setzte sich im Bezirksfinale durch, zog sich danach jedoch auch vom Spielbetrieb zurück.
| Datum                           |                                    | Gesamt |                                    | Hinspiel | Rückspiel |
| ------------------------------- | ---------------------------------- | ------ | ---------------------------------- | -------- | --------- |
| 19. April 1942 / 26. April 1942 | SpVgg Memel (Sieger Staffel Memel) | 5:6    | VfB Tilsit (Sieger Staffel Tilsit) | 1:2      | 4:4       |

## Bezirk 3 Gumbinnen
Da die zweite Mannschaft des SV Insterburg nicht aufstiegsberechtigt war, durfte der FC Preußen Gumbinnen am Ausscheidungsspiel gegen den Sieger des Bezirkes 5 teilnehmen.
|                  | Gesamt |                      | Hinspiel | Rückspiel |
| ---------------- | ------ | -------------------- | -------- | --------- |
| SV Insterburg II | 9:3    | FC Preußen Gumbinnen | 7:1      | 2:2       |

## Bezirk 5 Allenstein
| Pl. | Verein                   | Sp. | S | U | N | Tore    | Quote | Punkte |
| --- | ------------------------ | --- | - | - | - | ------- | ----- | ------ |
| 1.  | Reichsbahn SG Allenstein | 5   | 4 | 0 | 1 | 020:100 | 2,00  | 08:20  |
| 2.  | SV Allenstein            | 2   | 1 | 0 | 1 | 007:600 | 1,17  | 02:20  |
| 3.  | VfL Mohrungen (N)        | 3   | 1 | 0 | 2 | 009:100 | 0,90  | 02:40  |
| 4.  | Viktoria Allenstein      | 2   | 0 | 0 | 2 | 002:120 | 0,17  | 0:40   |

| (N) | Aufsteiger aus den 2. Klassen |

## Ausscheidungsspiel Bezirk 3/5
Die Sieger der Bezirke 3 und 5 trafen in einem Ausscheidungsspiel aufeinander, welches die Reichsbahn SG Allenstein gewann. Der Verein verzichtete jedoch auf die Teilnahme an der Aufstiegsrunde zur Gauliga Ostpreußen, die daraufhin nicht durchgeführt wurde.
| Datum         |                                                       | Ergebnis |                                                            | Ort        |
| ------------- | ----------------------------------------------------- | -------- | ---------------------------------------------------------- | ---------- |
| 22. März 1942 | Reichsbahn SG Allenstein (Sieger Bezirk 5 Allenstein) | 2:0      | FC Preußen Gumbinnen (Zweitplatzierter Bezirk 3 Gumbinnen) | Königsberg |